# Хархардин, Александр Иванович
Александр Иванович Хархардин — (1903, Орловский уезд, Орловская губерния — 1976 или март 1976) — советский хозяйственный, государственный и политический деятель, полковник госбезопасности.

## Биография
Родился в 1903 году в селе Овсянниково. Член КПСС с 1924 года.
С 1920 года — на хозяйственной, общественной и политической работе. В 1920—1974 гг. — работник органов государственной безопасности межвоенного СССР, замначальника строительства № 203 и Ягринского лагеря НКВД, начальник УИТЛ и строительства НКВД Череповецкого металлургического завода, замначальника ГУОБР НКВД СССР, начальник УИТЛ и строительства НКВД Красноярского аффинажного завода, начальник управления строительства Тырныаузского комбината, начальник отделения ОО НКВД Воронежского фронта, начальник управления Ягринского ИТЛ и строительства № 203 НКВД, начальник УИТЛ и строительства № 560 МВД, замначальника управления строительства Дворца Советов, замначальника Главного управления Министерства среднего машиностроения СССР, замначальника Главпромстроя МВД СССР 10.03.54-04.10.541; 1-й замначальника управления строительства № 601 МВД по общим вопросам (п/я 5), управляющий трестом «Мосгазсетьстрой», заместитель директора Института химической физики АН СССР, Москва, директор завода железобетонных изделий «Центракадемстроя» АН СССР, начальник отдела капитального строительства 2-го Московского приборостроительного завода, главный инженер Института геохимии и аналитической химии им. Вернадского АН СССР.
Умер в Москве в 1976 году.